# Norman Bellingham
Norman Dean Bellingham (Fairfax, 23 de diciembre de 1964) es un deportista estadounidense que compitió en piragüismo en la modalidad de aguas tranquilas.
Participó en tres Juegos Olímpicos de Verano entre los años 1984 y 1992, obteniendo una medalla de oro en Seúl 1988 en la prueba de K2 1000 m. Ganó dos medallas de oro en los Juegos Panamericanos de 1987.

## Palmarés internacional
| Juegos Olímpicos     | Juegos Olímpicos              | Juegos Olímpicos | Juegos Olímpicos |
| Año                  | Lugar                         | Medalla          | Competición      |
| -------------------- | ----------------------------- | ---------------- | ---------------- |
| 1988                 | Seúl (Corea del Sur)          | Medalla de oro   | K2 1000 m        |
| Juegos Panamericanos |                               |                  |                  |
| Año                  | Lugar                         | Medalla          | Competición      |
| 1987                 | Indianápolis (Estados Unidos) | Medalla de oro   | K1 500 m         |
| 1987                 | Indianápolis (Estados Unidos) | Medalla de oro   | K2 1000 m        |